# Psychotria schlimii
Psychotria schlimii är en måreväxtart som beskrevs av Paul Carpenter Standley. Psychotria schlimii ingår i släktet Psychotria och familjen måreväxter. Inga underarter finns listade i Catalogue of Life.